# Guillermo Jorge del Cioppo
Guillermo Jorge del Cioppo (Buenos Aires, 19 de junio de 1930 - Buenos Aires, 29 de octubre de 2004) fue un abogado y político argentino.

## Trayectoria
En su juventud se casó con María Marta Arce, con la cual tuvo tres hijos. Estudió en el Colegio Nacional de Buenos Aires y se recibió de abogado en la Facultad de Derecho de la UBA.
Entre 1956 y 1957 fue asesor en el Ministerio del Interior y, en 1970, durante la gestión municipal del brigadier Aguirre fue Jefe del Gabinete de Asesores. En 1975 fue designado miembro de la Junta Promotora del Movimiento Línea Popular.
Durante la gestión de su antecesor, Osvaldo Cacciatore (1976 - 1982) se había desempeñado al frente de la Comisión Municipal de Vivienda, organismo que encabezó el proceso de erradicación de villas de emergencia en la Capital Federal.
El 31 de marzo de 1982, fue designado intendente de la Municipalidad de la Ciudad de Buenos Aires por el presidente (de facto) Leopoldo Fortunato Galtieri.
Es recordado por la frase “... hay que merecer vivir en Buenos Aires”; lo que define su gestión excluyente al frente del Municipio; tras la multitudinaria marcha en rechazo a la dictadura que gobernaba aquel entonces, que destituyó al anterior Intendente.
Durante su breve gobierno, la Plaza España pasó a denominarse Parque España, haciendo constar que su superficie era de 5,51 ha También realizó obras en el Parque Tres de Febrero e inauguró el Centro de Emergencias Psiquiátricas del Hospital Alvear.[cita requerida]
Fue ratificado como intendente por el presidente (de facto) Reynaldo Bignone el 21 de julio de 1982. Durante su mandato, el 1 de mayo de 1983, fue inaugurada la Terminal de Ómnibus de Retiro, lo que significó iniciar un proceso paulatino de unificación de las partidas de ómnibus interurbanos, que antes contaban con instalaciones particulares dispersas, en cercanías de Plaza Constitución y Plaza Once. Dejó el cargo el 10 de diciembre de 1983 al retornar la democracia.
Del Cioppo fue presidente de la denominada Organización Sarmiento y fue miembro de la Sociedad Argentina de Escritores. Entre 1997 y 2002 fue presidente de la Asociación Vecinal Amigos de la Ciudad. Falleció el 29 de octubre de 2004 y sus restos descansan en el Cementerio de la Chacarita.